# Траби, Джейсон
Джейсон Траби (англ. Jason Truby, род. 1 июня 1973 году). Являлся гитаристом ню-метал-группы P.O.D. из Сан-Диего, Калифорния и группы Living Sacrifice из Литл-Рока, Арканзас. В 2003 году был приглашен в группу P.O.D. вследствие ухода из неё Маркоса Кьюрела

## Биография
Родился в Литл-Роке, и начал заниматься музыкой. В 17 лет стал гитаристом группы Living Sacrifice. В 2003 году стал членом группы P.O.D. и записал с ними 4 альбома( Payable on Death (2003), The Warriors EP, Volume 2 (2005), Testify (2006), Greatest Hits: The Atlantic Years (2006)). В 2006 году объявил о своем уходе из P.O.D. и решением заняться сольной карьерой.

## Дискография
В составе Living Sacrifice
- Not Yielding to Ungodly demo (1989)
- Living Sacrifice (1991)
- Nonexistent (1993)
- Inhabit (1995)
- Reborn (1997)
- In Memoriam (2005) - сборник лучших хитов

В составе P.O.D.
- The Matrix Reloaded: The Album (2003)
- Payable on Death (2003)
- The Passion of the Christ: Songs (2004)
- The Warriors EP, Volume 2 (2005)
- Testify (2006)
- Greatest Hits: The Atlantic Years (2006)

Сольные альбоы
- String Theory (2005) - инструментальный
- Waiting on the Wind (2007) - инструментальный
- Finding the Quiet (2008) - инструментальный
- Entropy (2009)
- The Greatest Love (2011) - рождественский альбом
- Our Time Here (2012)
- Passages (2013) - инструментальный
- Hymns (2016) - инструментальный
- All Is Calm (2017)

Другие проекты
- Grafted (Project Zero) (2012)